# Glenn Loovens
Glenn Loovens (Doetinchem, 22 september 1983) is een Nederlands voormalig voetballer die doorgaans als centrale verdediger speelde. Loovens is een zoon van Hans Loovens.

## Carrière

### Feyenoord
Bij Feyenoord doorliep Loovens de jeugdopleiding om daar vervolgens te beginnen als profvoetballer. Zijn debuut als prof was op 25 november 2001 in de wedstrijd Feyenoord - Willem II. Als 18-jarige verdediger speelde hij in zijn eerste seizoen 8 competitiewedstrijden, waarvan 4 als invaller. Ook speelde hij in het succesvolle UEFA Cup seizoen enkele zeer goede wedstrijden als jonkie voor Feyenoord. Beide wedstrijden tegen Glasgow Rangers en tegen PSV stond hij in de basis. Als dieptepunt veroorzaakte hij een penalty tegen Glasgow Rangers, wedstrijden die Feyenoord wel winnend af wist te sluiten.  In de vier jaar tijd dat Loovens bij Feyenoord onder contract stond, wist hij echter niet volledig door te breken. Zijn totaal aantal wedstrijden bij de Rotterdammers bleef op 26 staan.

### Excelsior
In seizoen 2003-2004 werd Loovens verhuurd aan stadgenoot en satellietclub SBV Excelsior. Het was voor Loovens beter een stapje terug te doen, naar de eerste divisie. De concurrentie bij Feyenoord was dit seizoen groot, en Loovens nog jong. Om meer ervaring op te doen werd hij verhuurd aan de stadsgenoot. In 24 wedstrijden maakte hij twee doelpunten. Tegen AGOVV kopte hij de 3-1 binnen, om een aantal weken later tegen Cambuur Leeuwarden de winnende 2-1 te maken. In het succesvolle seizoen bij de Rotterdammers speelde SBV Excelsior nacompetitie, maar promoveerde niet.

### De Graafschap
Een jaar later werd Loovens opnieuw verhuurd. Na 6 competitiewedstrijden te spelen voor Feyenoord, kwam hij de rest van het seizoen uit voor De Graafschap. Bij de superboeren vocht hij tegen degradatie. In 11 wedstrijden kwam hij niet tot scoren en De Graafschap speelde dit seizoen nacompetitie. Loovens wist zijn club niet te behoeden voor degradatie naar de eerste divisie.

### Cardiff City
In de jaargang 2005-2006 was er voor Loovens geen uitzicht meer bij Feyenoord. De club besloot hem te verhuren aan Cardiff City. In de Engelse Premiership groeit de verdediger uit tot basiskracht. Na een jaar verhuurd te zijn, maakt hij de definitieve overstap. Feyenoord verdient 250.000 pond aan hem. Bij de club uit Wales speelt hij achtereenvolgens 33, 30 en 36 wedstrijden. In de periode van drie seizoenen maakt hij drie doelpunten. Ook pakt hij bij de club twee rode kaarten. Met Cardiff City stond hij op 17 mei 2008 in de finale van de strijd om de FA Cup. Daarin verloor de ploeg van trainer-coach Dave Jones met 1-0 van Portsmouth door een goal in de 37ste minuut van de Nigeriaanse aanvaller Nwankwo Kanu.

### Celtic FC
Door zijn goede spel kwam hij in de belangstelling te staan van diverse clubs, waaronder de Schotse topclubs Glasgow Rangers en Celtic FC. Celtic FC bleek het meest slagvaardig en kocht de verdediger voor drie miljoen euro. Loovens tekende op 16 augustus 2008 een contract voor vier jaar bij The Bhoys na 100 competitiewedstrijden te hebben gespeeld voor Cardiff City. 
Bij Celtic FC debuteert Glenn op 23 augustus 2008 in de met 3-0 gewonnen wedstrijd tegen Falkirk FC. In de beker maakt hij zijn eerste doelpunt voor de Schotse club, in de 4-0-overwinning op Livingston FC. Op 20 september 2009 kopt Loovens de winnende treffer tegen Hearts binnen in blessuretijd, zodat zijn club de koppositie overneemt in de competitie. 
Inmiddels heeft hij voor Celtic FC 44 competitiewedstrijden achter zijn naam staan, waarin hij 7 doelpunten scoorde.
In het seizoen 2010 kwam Loovens in een dip terecht. Na slechte wedstrijden tegen Glasgow Rangers en St. Johnstone belandde Loovens op de bank. Na een lange blessure keerde hij in februari 2011 terug. In de bekerwedstrijd tegen Glasgow Rangers (2-2) keert hij terug op de bank. In de race om de titel keert Loovens terug in de basis door blessures bij Daniel Majstorović en Thomas Rogne. In de kampioenswedstrijd tegen Kilmarnock FC scoorde hij de tweede van in totaal zes doelpunten die tot de titel leidden. 
Het contract van Loovens loopt in de zomer van 2012 af en pas na het seizoen zal er gesproken worden over zijn toekomst, al dan niet bij Celtic FC. Loovens zelf besloot zijn aflopende contract niet te verlengen waardoor hij voor het seizoen 2012/2013 uit kan kijken naar een nieuwe club.

### Real Zaragoza
Nadat hij in de zomer van 2012 transfervrij meldden onder andere Hull City en Beşiktaş JK zich voor de Nederlander. Hij verkoos een verblijf bij de nummer 16 van Spanje boven deze clubs. Hij tekende op 16 juli 2012 een verbintenis voor 2 jaar, met een optie voor een derde seizoen.
Loovens kent bij de Spaanse club geen gelukkige start. Mede door een knieblessure komt hij in de eerste seizoenshelft tot slechts 10 optreden, waarin hij onder andere een snelle rode kaart oploopt (2x geel na 13 minuten). Op 20 januari in de wedstrijd tegen Real Valladolid raakt hij opnieuw geblesseerd. Real Zaragoza kende na de winterstop een desastreuze serie en degradeerde op de laatste speeldag, met Loovens in de basis, door in de blessuretijd van Atletico Madrid te verliezen. Real Zaragoza eindigde 20e en laatste en ondanks zijn doorlopende contract mag Loovens vertrekken bij de ploeg uit Zaragoza. Bij de Spanjaarden kwam hij tot 21 optredens. Inmiddels is zijn contract ontbonden.

### Sheffield Wednesday
Eind december 2013 tekende Loovens een contract voor een maand bij Sheffield Wednesday. In deze maand krijgt hij de kans een langduriger contract af te dwingen. Na een aantal goede optredens verlengt de club zijn contract tot het einde van het seizoen. Toen hij arriveerde bij Sheffield, stond de ploeg op een degradatieplaats. Onder leiding van het duo Loovens - Onyewu eindigde de ploeg op een 16e plaats, ruim boven de degradatiestreep. In de voorbereiding van het volgende seizoen maakt de club bekend verder te gaan met hem. Hij zal in het seizoen 2014/2015 de aanvoerdersband voor de club dragen.

### Sunderland
In 2018 liep zijn contract af en hij vervolgde zijn loopbaan bij Sunderland. In augustus 2019 werd zijn nog een jaar doorlopend contract ontbonden. Nadien stopte hij met voetballen.

### Nederlands elftal
Loovens maakte eind 2009 zijn debuut bij de selectie van Oranje. Op 5 september 2009 begon hij in de basis in de vriendschappelijke thuiswedstrijd tegen Japan en speelde ook de hele wedstrijd uit. Bij een volgende selectie moest hij geblesseerd afhaken, maar op 11 augustus 2010 mocht hij invallen in de wedstrijd tegen Oekraïne.

## Clubstatistieken
| Seizoen | Club                     | Competitie              | Duels | Goals |
| ------- | ------------------------ | ----------------------- | ----- | ----- |
| 2001/02 | Feyenoord                | Eredivisie              | 8     | 0     |
| 2002/03 | Feyenoord                | Eredivisie              | 12    | 0     |
| 2003/04 | Feyenoord                | Eredivisie              | 0     | 0     |
| 2003/04 | → Excelsior (huur)       | Eerste divisie          | 24    | 2     |
| 2004/05 | Feyenoord                | Eredivisie              | 6     | 0     |
| 2004/05 | → De Graafschap (huur)   | Eredivisie              | 11    | 0     |
| 2005/06 | → Cardiff City FC (huur) | Championship            | 33    | 2     |
| 2006/07 | Cardiff City FC          | Championship            | 30    | 1     |
| 2007/08 | Cardiff City FC          | Championship            | 36    | 0     |
| 2008/09 | Cardiff City FC          | Championship            | 1     | 0     |
| 2008/09 | Celtic FC                | Scottish Premier League | 16    | 3     |
| 2009/10 | Celtic FC                | Scottish Premier League | 20    | 3     |
| 2010/11 | Celtic FC                | Scottish Premier League | 13    | 1     |
| 2011/12 | Celtic FC                | Scottish Premier League | 10    | 1     |
| 2012/13 | Real Zaragoza            | Primera División        | 21    | 0     |
| 2013/14 | Sheffield Wednesday      | Championship            | 22    | 0     |
| 2014/15 | Sheffield Wednesday      | Championship            | 26    | 0     |
| 2015/16 | Sheffield Wednesday      | Championship            | 34    | 0     |
| 2016/17 | Sheffield Wednesday      | Championship            | 34    | 1     |
| 2017/18 | Sheffield Wednesday      | Championship            | 20    | 0     |
| 2018/19 | Sunderland AFC           | League One              | 11    | 2     |
| Totaal  |                          |                         |       |       |

## Erelijst
2001/02 UEFA Cup, winnaar (Feyenoord)
2008/09 Schotse League Cup, winnaar (Celtic FC)
2010/11 Schotse FA Cup, winnaar (Celtic FC)
2011/12 Schotse Premier League, kampioen (Celtic FC)